# Komachi-dōri (Kyoto)
Pour les articles homonymes, voir Komachi (homonymie).
Le Komachi-dōri (小町通, Komachi-dōri) est une voie du centre-nord de Kyoto, dans l'arrondissement de Kamigyō. Orientée nord-sud, elle débute au Shinmushanokōji-dōri et termine à l'Ichijō-dōri.

## Description

### Situation
Le Komachi-dōri est une petite rue du centre de l'arrondissement de Kamigyō dans les quartiers de Tatetomida-chō (竪富田町) et Nishikawabata-chō (西川端町). La rue débute au Shinmushanokōji-dōri (新武者小路通), parfois considérée comme une extension du Mushanokōji-dōri (武者小路通) et parfois considérée comme une rue à part, et termine à l'Ichijō-dōri (一条通),. Même si la rue continue au sud d'Ichijō, la portion après ne porte pas de nom. La petite rue est coincée entre l'Aburanokōji-dōri (ja) (油小路通) à l'est et le Higashihorikawa-dōri (en) (東堀川通) à l'ouest.
Aucun sens de la circulation n'est indiqué, mais puisque la chaussée n'accommode qu'une voie, la circulation se fait dans les deux sens par priorité du premier entré. La rue fait presque 100 mètres.

### Voies rencontrées
Du nord au sud, en sens unique. Les voies rencontrées de la droite sont mentionnées par (d), tandis que celles rencontrées de la gauche, par (g).
1. Shinmushanokōji-dōri (新武者小路通) - Aussi appelé Mushanokōji-dōri (武者小路通)
2. Ichijō-dōri (一条通)

- Sources : (ja) Université Ritsumeikan Asia Pacific (en), « 近代京都オーバーレイマップ », sur Art Research Center,‎ 2023 (consulté le 1er mars 2023).

### Transports en commun
La rue est à cinq minutes de marche de la station Ichijo Modoribashi Seimei-jinja-mae (一条戻橋・晴明神社前) du réseau municipal (ja) et on trouve deux stationnements payants au coin avec Ichijō,.

## Odonymie
La rue porte le nom d'Ono no Komachi (小野 小町), poétesse du IXe siècle. La chanson nô Kusa Kamisarai Komachi (草(双)紙洗小町) raconte qu'un jour, le poète Ōtomo no Kuronushi, pour gagner un concours de poésie contre Komachi, s'est faufilé chez elle et a inséré des paroles d'un vieux poème du Man'yōshū dans une chanson qu'elle écrivait. Le jour du concours, Kuronushi accuse donc Komachi de plagiat en lui montrant ledit poème en question. Pour se défendre, car elle sait ce qu'il a fait, Ono no Komachi a alors lavé le zōshi (ja) (草紙) qui contenait la chanson, et les lettres ajoutées par Kuronushi ont alors disparu. Le lieu supposé où elle aurait lavé la chanson est aujourd'hui situé au Komachi-dōri, à Kyoto. La légende est vraisemblablement fausse, puisque Kuronushi et Komachi étaient de statuts différents et ne se seraient donc jamais affrontés,. 
Une rue à Ono, bourg de la préfecture de Fukushima, porte aussi le même nom aussi en l'honneur d'Ono no Komachi.

## Patrimoine et lieux d'intérêt

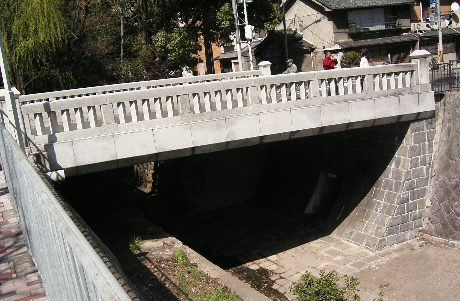
Le pont Ichijō-Modoribashi.

On retrouve tout près le pont Modoribashi-Ichijō (ja) (一条戻り橋), coin Ichijō et Horikawa, étroitement lié à Abe no Seimei (安倍晴明), spécialiste de l'onmyōdō au Xe siècle.
On retrouve une stèle ancienne portant le nom de la rue, ainsi qu'un monument à Ono no Komachi à l'extrême sud de la rue, coin Ichijō. Juste en face, du côté est, se trouve une stèle commémorant les ruines du manoir Shōgun Ichijō-Sagarimatsu (一條下り松), où le légendaire épéiste Miyamoto Musashi aurait affronté les disciples de l'école Yoshioka (吉岡流).